# Helge Gard
Helge Erik Gard, född 22 september 1929 i Nedertorneå församling i Norrbottens län, död 8 februari 2020 i Tyresö distrikt, var en svensk militär.

## Biografi
Gard avlade officersexamen vid Krigsskolan 1953 och utnämndes samma år till fänrik vid Bodens artilleriregemente. Han genomgick Artilleriofficersskolan vid Artilleri- och ingenjörofficersskolan 1955–1956, genomgick Högre vapentekniska kursen vid Krigshögskolan 1958–1961 och befordrades till kapten i Fälttygkåren 1963. År 1969 befordrades han till major och var 1969–1975 detaljchef vid Planeringsavdelningen i Huvudavdelningen för armémateriel vid Försvarets materielverk (FMV), befordrad till överstelöjtnant i Tekniska stabskåren 1972. Han genomgick 1970 Senior Management Course i Storbritannien och 1975 Allmänna kursen vid Försvarshögskolan. Åren 1975–1976 var han bataljonschef vid Gotlands artilleriregemente. År 1976 befordrades han till överste i Generalstabskåren och var därefter planeringsdirektör vid FMV 1976–1980 och chef för Gotlands artilleriregemente 1980–1982. Gard utnämndes 1982 till generalmajor och var chef för Huvudavdelningen för armémateriel vid FMV 1982–1990.
Gard tjänstgjorde även i Svenska Cypernbataljonerna och var expert i Utredningen rörande materielanskaffning till försvarsmakten och i Militära flygmaterielkommittén. Han invaldes 1984 som ledamot av Kungliga Krigsvetenskapsakademien och var akademiens sekreterare 1991–1996.
Helge Gard var son till Erik Gard och Hulda Karlsson. Han var från 1950 till sin död gift med Thyra Lahti (1928–2021).
Helge Gard är begravd på Tyresö begravningsplats.

## Utmärkelser
- Riddare av Svärdsorden, 5 juni 1971.[10]